# Абсалом Іїмбонді
Абсалом Іїмбонді (англ. Absalom Iimbondi, нар. 11 жовтня 1991, Онгуедіва) — намібійський футболіст, нападник клубу «Кхомас Нампол».
Виступав, зокрема, за «Юнайтед Африка Тайгерс», а також національну збірну Намібії.

## Клубна кар'єра
У дорослому футболі дебютував 2009 року виступами за команду «Ошакаті Сіті», в якій провів два сезони. 
Своєю грою за цю команду привернув увагу представників тренерського штабу клубу «Юнайтед Африка Тайгерс», до складу якого приєднався 2011 року. Відіграв за команду з Віндгука наступні п'ять сезонів своєї ігрової кар'єри.
Протягом 2016—2017 років захищав кольори клубу «Мочуді Сентр Чіфс».
У 2017 році повернувся до клубу «Юнайтед Африка Тайгерс». Цього разу провів у складі його команди шість сезонів. 
До складу клубу «Кхомас Нампол» приєднався 2023 року. 

## Виступи за збірну
У 2014 році дебютував в офіційних матчах у складі національної збірної Намібії.
У складі збірної був учасником Кубка африканських націй 2019 року в Єгипті, Кубка африканських націй 2023 року у Кот-д'Івуарі.
| Дата       | Місто                   | Господарі  | Результат          | Гості      | Турнір                                           | Голи | Примітки    |
| ---------- | ----------------------- | ---------- | ------------------ | ---------- | ------------------------------------------------ | ---- | ----------- |
| 7-11-2015  | Луанда                  | Намібія    | 0 – 0 (4 – 3 п.п.) | Замбія     | товариський матч                                 | -    | 76'         |
| 26-5-2019  | Дурбан                  | Мозамбік   | 1 – 2              | Намібія    | COSAFA Cup 2019                                  | 1    |             |
| 28-5-2019  | Дурбан                  | Намібія    | 1 – 2              | Малаві     | COSAFA Cup 2019                                  | -    |             |
| 23-6-2019  | Каїр                    | Марокко    | 1 – 0              | Намібія    | Кубок африканських націй 2019 - 1-й етап         | -    | 80'         |
| 10-9-2019  | Віндгук                 | Намібія    | 2 – 0              | Еритрея    | Відбір до ЧС 2022                                | 1    |             |
| 22-9-2019  | Антананаріву            | Мадагаскар | 1 – 0              | Намібія    | Чемпіонат африканських націй 2020 - кв. 3-й етап | -    |             |
| 19-10-2019 | Віндгук                 | Намібія    | 2 – 0              | Мадагаскар | Чемпіонат африканських націй 2020 - кв. 3-й етап | -    |             |
| 13-11-2019 | Віндгук                 | Намібія    | 2 – 1              | Чад        | Відбір до Кубка африканських націй 2021          | -    | 62'         |
| 8-10-2020  | Рустенбург              | ПАР        | 1 – 1              | Намібія    | товариський матч                                 | 1    |             |
| 13-11-2020 | Бамако                  | Малі       | 1 – 0              | Намібія    | Відбір до Кубка африканських націй 2021          | -    | 46'         |
| 17-11-2020 | Віндгук                 | Намібія    | 1 – 2              | Малі       | Відбір до Кубка африканських націй 2021          | -    | 87'         |
| 19-1-2021  | Лімбе                   | Гвінея     | 3 – 0              | Намібія    | Чемпіонат африканських націй 2020                | -    |             |
| 23-1-2021  | Лімбе                   | Намібія    | 0 – 1              | Танзанія   | Чемпіонат африканських націй 2020                | -    | кап.        |
| 27-1-2021  | Лімбе                   | Намібія    | 0 – 0              | Замбія     | Чемпіонат африканських націй 2020                | -    | кап.        |
| 28-3-2021  | Віндгук                 | Намібія    | 2 – 1              | Гвінея     | Відбір до Кубка африканських націй 2021          | -    | 60'         |
| 7-7-2021   | Гебеха                  | Сенегал    | 1 – 2              | Намібія    | COSAFA Cup 2021                                  | -    | 79'         |
| 11-7-2021  | Гебеха                  | Намібія    | 2 – 0              | Зімбабве   | COSAFA Cup 2021                                  | -    | 76'         |
| 13-7-2021  | Гебеха                  | Малаві     | 1 – 1              | Намібія    | COSAFA Cup 2021                                  | -    |             |
| 14-7-2021  | Гебеха                  | Мозамбік   | 1 – 0              | Намібія    | COSAFA Cup 2021                                  | -    | 87'         |
| 5-9-2021   | Ломе                    | Того       | 0 – 1              | Намібія    | Відбір до ЧС 2022                                | -    | 87'         |
| 9-10-2021  | Тієс                    | Сенегал    | 4 – 1              | Намібія    | Відбір до ЧС 2022                                | -    | 46'         |
| 15-11-2021 | Йоганнесбург            | Намібія    | 0 – 1              | Того       | Відбір до ЧС 2022                                | -    | 60'         |
| 12-7-2022  | Дурбан                  | Мадагаскар | 0 – 2              | Намібія    | COSAFA Cup 2022 - чвертьфінал                    | 1    |             |
| 15-7-2022  | Дурбан                  | Намібія    | 1 – 0              | Мозамбік   | COSAFA Cup 2022 - півфінал                       | -    |             |
| 17-7-2022  | Дурбан                  | Намібія    | 0 – 1              | Замбія     | COSAFA Cup 2022 - Фінал                          | -    |             |
| 24-3-2023  | Яунде                   | Камерун    | 1 – 1              | Намібія    | Відбір до Кубка африканських націй 2023          | -    | 45+4' 90+4' |
| 28-3-2023  | Йоганнесбург            | Намібія    | 2 – 1              | Камерун    | Відбір до Кубка африканських націй 2023          | 1    | 89'         |
| 20-6-2023  | Дар-ес-Салам            | Бурунді    | 3 – 2              | Намібія    | Відбір до Кубка африканських націй 2023          | -    |             |
| 11-7-2023  | Дурбан                  | Намібія    | 0 – 0              | Ботсвана   | COSAFA                                           | -    | 77'         |
| 4-9-2023   | Хараре                  | Зімбабве   | 2 – 2 (5 – 4 п.п.) | Намібія    | товариський матч                                 | -    |             |
| 8-1-2024   | Кумасі                  | Гана       | 0 – 0              | Намібія    | товариський матч                                 | -    |             |
| 16-1-2024  | Короґо                  | Туніс      | 0 – 1              | Намібія    | Кубок африканських націй 2023 - 1-й етап         | -    |             |
| 21-1-2024  | Короґо                  | ПАР        | 4 – 0              | Намібія    | Кубок африканських націй 2023 - 1-й етап         | -    | 46'         |
| 24-1-2024  | Сан-Педро (Кот-д'Івуар) | Намібія    | 0 – 0              | Малі       | Кубок африканських націй 2023 - 1-й етап         | -    | 74'         |
| 27-1-2024  | Буаке                   | Ангола     | 3 – 0              | Намібія    | Кубок африканських націй 2023 - 1/8 фіналу       | -    | 23' 63'     |
| Усього     |                         | Матчів     | 35                 |            | Голів                                            | 5    |             |